# Kaple svatého Antonína Paduánského (Radvanec)
Kaple svatého Antonína Paduánského je barokní kaple v obci Radvanec na Českolipsku.

## Historie
Kaple byla postavena v obci v letech 1801 až 1818 z peněz věnovaných zejména Antonínem Muckem, obchodníkem v Nizozemsku. Vysvětil ji arciděkan Hynek (Ignaz) Jaksch z Horní Police. Byla později vícekrát opravována.
Nyní náleží pod Římskokatolickou farnost v Sloupu v Čechách. V katalogu litoměřického biskupství je uvedena jako Radvanec, kaple sv. Antonína Pad., hřbit. V internetovém katalogu biskupství litoměřického je uvedena jako sv. Antonína Paduánského. Bohoslužby se zde pravidelně nekonají, pouze při vhodných příležitostech.